# آدرین لا روسا
آدرین لا روسا (انگلیسی: Adrienne La Russa؛ زادهٔ ۱۵ مهٔ ۱۹۴۸) هنرپیشه اهل ایالات متحده آمریکا است.
از فیلم‌ها یا برنامه‌های تلویزیونی که وی در آن نقش داشته‌است می‌توان به مردی که به زمین سقوط کرد اشاره کرد.